# アルコール自動車競争の巻
『アルコール自動車競争の巻』（アルコールじどうしゃきょうそうのまき、Gentlemen of Nerve）は、1914年公開の短編サイレント映画。キーストン社による製作で、主演・監督はチャールズ・チャップリン。1971年に映画研究家ウノ・アスプランドが制定したチャップリンのフィルモグラフィーの整理システムに基づけば、チャップリンの映画出演30作目にあたる。別邦題は『鉄面皮な紳士』。「ヴェニスにおける子供自動車競争」と同じ実際のカーレースでのロケ作品である。

## あらすじ
メーベルが愛人ウォルラス（コンクリン）とともに自動車レースに行くと、道楽者のチャーリーとアンブローズ（M・スウェイン）がチケットを買わずにフェンスの穴から入り込むが、その光景はすぐに警官に見つかる。貴賓席にいたご婦人（F・アレン）に色目を使うウォルラスを振り切ったメーベルは、チャーリーと自動車見物。やがて無銭入場をして騒ぎを起こしたアンブローズと無実のウォルラスが捕まり、チャーリーとメーベルはホクホク顔。

## 作品
この作品は、チャップリンの伝記を著した映画史家のデイヴィッド・ロビンソンが指摘するところの、キーストン時代の後期に相当する『チャップリンの独身』から『アルコール先生原始時代の巻』の10作のうちの「即興が身の上の作品」に属する作品の一つにあたる。

## キャスト
- チャールズ・チャップリン - 自動車レースが好きな道楽者
- メーベル・ノーマンド - メーベル
- マック・スウェイン - アンブローズ
- チェスター・コンクリン - ウォルラス氏
- フィリス・アレン - レース会場のご婦人
- エドガー・ケネディ（英語版） - 警官
- チャーリー・チェイス（英語版） - レースの観客
- アリス・ダヴェンポート（英語版） - ウェイトレス

ほか